# 威尔士长老会教堂 (利物浦)
威尔士长老会教堂（Welsh Presbyterian Church, Liverpool）是英格兰利物浦托克斯泰斯区王子路的一座废弃的教堂，曾经属于威尔士长老会。1975年列为II级登录建筑。由于该堂拥有高塔，被昵称为“威尔士座堂”或“托克斯泰斯座堂”，其实它从来不是一个真正的主教座堂。。

## 历史
该堂建于1865-1867年，由当地建筑师W. & G. Audsley设计。 其尖顶高达200英尺（61），当时曾是利物浦最高建筑。1982年，该堂不再由威尔士长老会使用，出售给总部设于尼日利亚的宗教机构十字星兄弟会。他们在1990年代停止使用该堂，该堂遭空置废弃。

## 建筑
该堂为哥特式风格，T形平面。